# ياسوتاكا كوباياشي
ياسوتاكا كوباياشي (باليابانية: 小林 康剛) (15 يونيو 1980 في اليابان – )؛ هو لاعب كرة قدم ياباني سابق كان يلعب كمهاجم.

## وصلات خارجية
- ياسوتاكا كوباياشي على موقع رابطة كرة القدم اليابانية للمحترفين (اليابانية)
- ياسوتاكا كوباياشي على موقع Soccerway.com (الإنجليزية)
- ياسوتاكا كوباياشي على موقع عالم كرة القدم.نت (الإنجليزية)